# 马骏廷
马骏廷（1944年10月—），男，回族，宁夏人，中华人民共和国政治人物，曾任宁夏回族自治区财政厅厅长、宁夏回族自治区地方税务局局长，宁夏回族自治区人大常委会副主任。